# Teddy Randazzo
Teddy Randazzo, geboren als Alessandro Carmelo Randazzo, (Brooklyn, 13 mei 1935 - Orlando, 21 november 2003) was een Amerikaanse popzanger, songwriter, arrangeur en producent.

## Carrière
Randazzo werd geboren tijdens de vroege jaren van de rock-'n-roll. Hij speelde accordeon met de band The Three Chuckles en trad verschillende keren op in The Ed Sullivan Show. Zijn eerste hit Runaround (1954) werd een top 20-hit. Het daaropvolgende jaar werd hij leadzanger van de band en zong bij hun hits Times Two, I Love You en And the Angels Sing. Deze successen werden opgemerkt door diskjockey Alan Freed, die hem in de film Rock, Rock, Rock plaatste.
Als solist had hij drie singles die zich plaatsten in de Billboard Hot 100: Little Serenade (#66, 1958), The Way of a Clown (#44, 1960) en Big Wide World (#51, 1963). Hij was de co-ster in rockrevues gepresenteerd door Freed en trad op met artiesten als Chuck Berry en LaVern Baker. Hij had ook rollen in rockfilms als Hey, Let's Twist!, The Girl Can't Help It, Rock, Rock, Rock en Mister Rock and Roll tijdens de late jaren 1950 en vroege jaren 1960.
Randazzo schreef een reeks belangrijke hits voor andere artiesten met zijn partner, componist Bobby Weinstein, inclusief de top 10-hit Pretty Blue Eyes van Steve Lawrence in de Verenigde Staten en Craig Douglas in het Verenigd Koninkrijk in 1959. Hij schreef veel songs voor Little Anthony & the Imperials en produceerde en arrangeerde diverse albums voor de band in het midden van de jaren 1960. De hitsongs waren Goin' Out of My Head (1964, #6 pophitlijst, #22 r&b-hitlijst), die daarna werd opgenomen door talrijke artiesten, waaronder The Zombies en Frank Sinatra. Daarna Hurt So Bad (1965, #10 pophitlijst, #3 r&b-hitlijst), die vier jaar later werd opgenomen door The Lettermen (#12, 1969) en dan door Linda Ronstadt (#8, 1980) en I'm On The Outside (Looking In) en Take Me Back door The Imperials. The Lettermen combineerden Goin' Out of My Head met Frankie Valli's hit Can't Take My Eyes Off You in een medley, die een 7e plaats bereikte in 1968. Randazzo schreef ook Yesterday Has Gone van Little Anthony & the Imperials, die werd opgenomen door de Britse band Cupid's Inspiration (#4, 1968). De song werd ook opgenomen in 1996 door Marc Almond en P.J. Proby.
Hij arrangeerde en produceerde twee albums bij MGM Records met de meidengroep The Royalettes uit Baltimore, met inbegrip van de top 50-hit It's Gonna Take a Miracle (1965). Hij bezorgde de groep een grote productiesound met een compleet orkest, maar ondanks kritisch lof en goede beoordelingen voor hun liveshows, faalde de groep om een belangrijk commercieel succes te volbrengen. Laura Nyro, samenwerkend met de soulproducers Kenny Gamble en Leon Huff uit Philadelphia, nam de song op voor haar album Gonna Take a Miracle (1971), met achtergrondzang voor het album uitgevoerd door Labelle. Deze Laura Nyro-opname werd opgenomen in de film A Home at the End of the World (2004). Miracle werd in 1982 hernieuwd door Deniece Williams, die het nummer aan de top bracht in de r&b-hitlijst en op nummer 10 in de Billboard Hot 100.
I Want To Meet Him, het vervolg van The Royalettes in 1966, bereikte de Hot 100 en de Top 30 van de r&b-hitlijst. Alle 27 songs die Randazzo produceerde op de twee albums van de groep en een ander publicatie op single, werd uitgebracht op een terugblikkende cd van The Royalettes, uitgebracht door RPM Records in 2010.
Veel van Randazzo's songs werden popklassiekers, opgenomen door een scala grootheden van Ella Fitzgerald tot Frank Sinatra. Van de meest opgenomen songs uit de top 50 werden meer dan 100 miljoen exemplaren verkocht van meer dan 400 artiesten, overeenkomend met de Songwriters Hall of Fame. Later leverde hij verscheidene songs voor albums van de New Yorkse soulgroep The Manhattans tijdens de jaren 1970, inclusief de hit It Feels So Good To Be Loved So Bad (#6 r&b-hitlijst, #66 pophitlijst, 1977), There's No Good In Goodbey en A Million To One. Hij schreef en produceerde ook albums voor The Stylistics, waaronder Fashionably Yours en Love Spell. In deze tijd schreef Randazzo songs met zijn toenmalige vriendin Victoria Pike en de songwriters Roger Joyce en Souren Mozian.
Gedurende de vroege en midden jaren 1960 toerde Randazzo uitgebreid met zijn eigen band en trad op in Copacabana, New York, Hotel Americana, San Juan en regelmatig in het Thunderbird Hotel in Las Vegas. De bandleden inclusief de bekende muzikanten waren Larry Taylor, Gerry McGee, Tommy Boyce, Bobby Hart, Vince Megna, Billy Lewis, Kenny Rankin, Bobby Vincent, Bobby Weinstein en Billy Barberis. Randazzo was vooral populair in Hawaï, waar zijn eerdere opnamen de plaatselijke hitlijst hadden aangevoerd.
Randazzo produceerde en arrangeerde het album Honolulu City Lights van Keola & Kapono Beamer voor Paradise Records van Tom Moffatt. De titelsong werd een hit en het album werd een plaatselijke klassieker in Hawaï. In 2004 vroegen de editors van Honolulu Magazine een panel van plaatselijke veteranen uit de platenindustrie om hun oordeel te bepalen voor het beste Hawaiiaanse album aller tijden. Honolulu City Lights werd als beste gekozen.

## Onderscheidingen
Randazze en zijn partner Bobby Weinstein werden in 2007 opgenomen in de Songwriters Hall of Fame, 50 jaar na hun debuut als songwriters.

## Privéleven en overlijden
Randazzo trouwde met R. Shelly Kunewa uit Hawaï en deelde deze tijd tussen hun thuis op het eiland en hun thuis in Florida voor meer dan de laatste helft van zijn leven. Hij ging verder met schrijven en produceren. Randazzo overleed in november 2003 op 68-jarige leeftijd in zijn huis in Orlando. Hij werd overleefd door 7 kinderen, inclusief zijn oudste zoon Teddy Randazzo jr. van de moeder Caroline Randazzo.
- Biblioteca Nacional de España: XX1082787
- Bibliothèque nationale de France: cb147738009 (data)
- Gemeinsame Normdatei: 1113305657
- International Standard Name Identifier: 0000 0001 1124 7779
- Library of Congress Control Number: n93004143
- MusicBrainz: da5cb3cd-17c1-4157-987c-899a6ff95a5d
- Nationale Bibliotheek van Tsjechië: mzk2013759058
- Nationale Bibliotheek van Israël: 987007350068505171
- Virtual International Authority File: 13975655